# Episodi di The Neighborhood (terza stagione)
La terza stagione della serie televisiva The Neighborhood, composta da diciotto episodi, è stata trasmessa in prima visione assoluta negli Stati Uniti d'America da CBS dal 16 novembre 2020 al 17 maggio 2021. In Italia è trasmessa su Comedy Central dal 5 al 18 novembre  2024.
| nº | Titolo originale           | Titolo originale                 | Prima TV USA     | Prima TV Italia  |
| -- | -------------------------- | -------------------------------- | ---------------- | ---------------- |
| 1  | Welcome to the Movement    | Benvenuti alla protesta          | 16 novembre 2020 | 5 novembre 2024  |
| 2  | Welcome to the Election    | Benvenuti alle elezioni          | 23 novembre 2020 | 6 novembre 2024  |
| 3  | Welcome to Couples Therapy | Benvenuti alla terapia di coppia | 30 novembre 2020 | 6 novembre 2024  |
| 4  | Welcome to the Rooster     | Benvenuti al Gallo               | 7 dicembre 2020  | 7 novembre 2024  |
| 5  | Welcome to the Road Trip   | Benvenuti al viaggio in macchina | 14 dicembre 2020 | 7 novembre 2024  |
| 6  | Welcome to the Turnaround  | Benvenuti al ravvedimento        | 4 gennaio 2021   | 8 novembre 2024  |
| 7  | Welcome to the Motorcycle  | Benvenuti alla moto              | 18 gennaio 2021  | 8 novembre 2024  |
| 8  | Welcome to the Property    | Benvenuti alla proprietà         | 25 gennaio 2021  | 11 novembre 2024 |
| 9  | Welcome to the Shakedown   | Benvenuti all'estorsione         | 8 febbraio 2021  | 11 novembre 2024 |
| 10 | Welcome to the Procedure   | Benvenuti alla procedura         | 22 febbraio 2021 | 12 novembre 2024 |
| 11 | Welcome to the Dad Band    | Benvenuti alla band dei papà     | 8 marzo 2021     | 12 novembre 2024 |
| 12 | Welcome to the Treehouse   | Benvenuti alla casa sull'albero  | 15 marzo 2021    | 13 novembre 2024 |
| 13 | Welcome to the Art Class   | Benvenuti al corso d'arte        | 12 aprile 2021   | 13 novembre 2024 |
| 14 | Welcome to the Hero        | Benvenuti all'eroe               | 19 aprile 2021   | 14 novembre 2024 |
| 15 | Welcome to the Challenge   | Benvenuti alla sfida             | 26 aprile 2021   | 14 novembre 2024 |
| 16 | Welcome to the Test Run    | Benvenuti alla prova             | 3 maggio 2021    | 15 novembre 2024 |
| 17 | Welcome to the Invasion    | Benvenuti all'invasione          | 10 maggio 2021   | 15 novembre 2024 |
| 18 | Welcome to the Surprise    | Benvenuti alla sorpresa          | 17 maggio 2021   | 18 novembre 2024 |